# 1294年
| 千纪： | 2千纪 |
| 世纪： | 12世纪 \| 13世纪 \| 14世纪                                                                                 |
| 年代： | 1260年代 \| 1270年代 \| 1280年代 \| 1290年代 \| 1300年代 \| 1310年代 \| 1320年代                           |
| 年份： | 1289年 \| 1290年 \| 1291年 \| 1292年 \| 1293年 \| 1294年 \| 1295年 \| 1296年 \| 1297年 \| 1298年 \| 1299年 |
| 纪年： | 甲午年（马年）；元至元三十一年；越南興隆二年；日本永仁二年                                                 |

## 大事记
- 2月18日——元世祖忽必烈去世。
- 5月10日——元世祖忽必烈皇孫鐵穆耳在顧命大臣伯顏等人的擁戴繼位，是為元成宗。
- 7月5日——經過1292年至1294年教宗選舉後，策肋定五世繼承尼閣四世，成為第192任天主教教宗。
- 7月19日——元成宗詔翰林國史院修《世祖實錄》，以完澤監修國史。
- 12月24日——波尼法爵八世繼承策肋定五世成為第193任天主教教宗，後者在12月13日辭職。
- 威尼斯共和國與熱那亞共和國爆發戰爭。

## 出生
- 6月18日——查理四世，法國卡佩王朝國王。（1328年逝世，34岁）

## 逝世
- 2月18日——元世祖忽必烈

## 其它
1294年的地震摧毀了冰島許多間歇泉，但蓋錫爾與斯特羅柯間歇泉卻因此而生。